# Torneo de Luxemburgo 2019
El BGL BNP Paribas Luxembourg Open 2019 fue un torneo femenino de tenis a jugarse en pistas cubiertas duras. Se trató de la 29.ª edición de la BGL Luxemburgo Open, como parte del calendario de torneos internacionales de la WTA Tour 2019. Se llevó a cabo en Ciudad de Luxemburgo (Luxemburgo) del 14 al 19 de octubre de 2019.

## Distribución de puntos
| Modalidad           | Campeona | Finalista | Semifinales | Cuartos de final | 2ª ronda | 1ª ronda | Clasificadas | 3ª ronda de clasificación | 2ª ronda de clasificación | 1ª ronda de clasificación |
| Individual femenino | 280      | 180       | 110         | 60               | 30       | 1        | 18           | 14                        | 10                        | 1                         |
| Dobles femenino     | 280      | 180       | 110         | 60               | -        | 1        | -            | -                         | -                         | -                         |

## Cabezas de serie

### Individuales femenino
| Tenista             | Ranking | Preclasificada |
| Elise Mertens       | 19      | 1              |
| Julia Görges        | 27      | 2              |
| Elena Rybakina      | 43      | 3              |
| Alison Van Uytvanck | 44      | 4              |
| Viktória Kužmová    | 53      | 5              |
| Camila Giorgi       | 63      | 6              |
| Fiona Ferro         | 65      | 7              |
| Anna Blinkova       | 66      | 8              |

- Ranking del 7 de octubre de 2019.[2]

### Dobles femenino
| Tenista                              | Ranking | Preclasificada |
| Cornelia Lister Renata Voráčová      | 132     | 1              |
| Kaitlyn Christian Alexa Guarachi     | 137     | 2              |
| Margarita Gasparyan Monica Niculescu | 144     | 3              |
| Anna Blinkova Miyu Kato              | 144     | 4              |

## Campeonas

### Individual femenino
Jeļena Ostapenko venció a  Julia Görges por 6-4, 6-1.

### Dobles femenino
Cori Gauff /  Caty McNally vencieron a  Kaitlyn Christian /  Alexa Guarachi por 6-2, 6-2